# Adam Robak
Adam Ryszard Robak (Varsavia, 16 luglio 1957) è un ex schermidore polacco, vincitore di una medaglia di bronzo nella scherma ai giochi olimpici.